# Peter Petrel

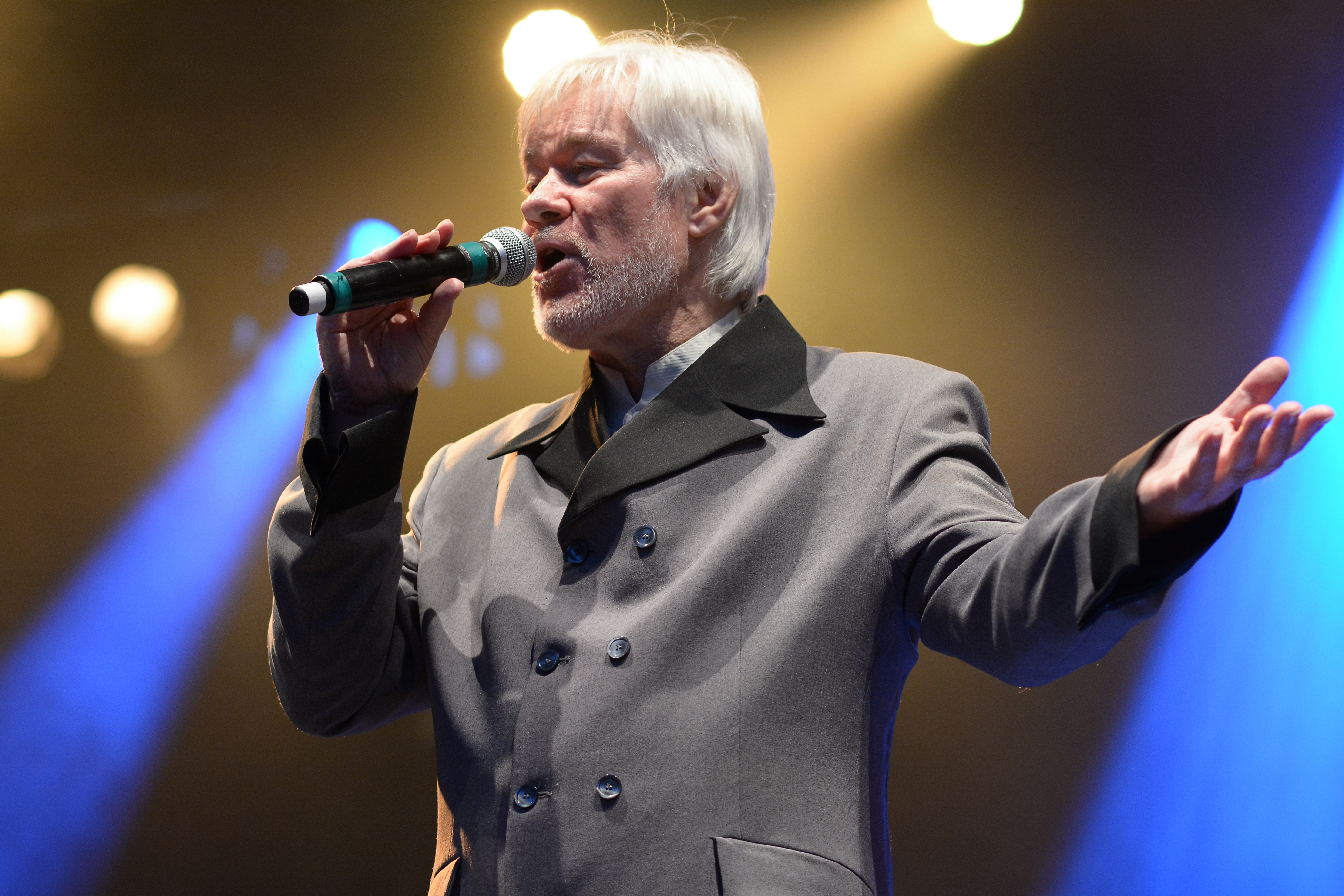
Peter Petrel bei Essen.Original 2014

Peter Petrel (* 14. April 1940 in  Bad Frankenhausen (Kyffh.) als Peter Sauer) ist ein deutscher Schlagersänger. Sein Repertoire umfasst zudem volkstümliche Musik, Shanties, Folk, Blues, Gospel, Jazz, Dixieland, Swing und Pop.

## Leben
Peter Petrel wurde zunächst als Skiffle- und als Jazz-Sänger bekannt. Sein erster öffentlicher Auftritt war im Jahr 1958. Ab 1960 trat er mit der Johnny’s New Orleans Jatzband in Jazzclubs und bei Festivals auf. 1968 wurde er mit dem Preis „Goldenes Mikrophon“ als bester Jazzsänger ausgezeichnet. Im November 1968 nahm er bei Polydor seine erste Single Viel zu spät unter seinem bürgerlichen Namen Peter Sauer auf. 1970 hatte Petrel einen Auftritt beim 1. Internationalen Songfestival in Tokio, wo er den achten Platz unter 46 Länderteilnehmern belegte.
Anfang der 1970er war Petrel einer der ersten bei Abi Ofarims Pop-Institut PROM. Die beiden PROM-Produktionen Kinder des Lichts und Es liegt nur an Dir wurden als Singles beim Label Philips veröffentlicht. Die Zusammenarbeit mit Abi Ofarim war aber nicht erfolgreich.
1972 hatte er zusammen mit Jeannie McKinley als Duo Windows den Hit How Do You Do?. Die Windows waren ein paar Tage früher mit der englischen Fassung auf dem deutschen Markt als Mouth & MacNeal aus Holland. Es wurde ein Nummer-eins-Hit. Erst danach kam eine deutsche Fassung von How Do You Do? auf den Markt und verkaufte sich 1,3 Millionen Mal. Die englische Fassung des Liedes verkaufte sich dagegen ungefähr 600.000 mal. McKinley zog später nach Schottland und wurde Mutter von vier Söhnen.
Ab 1974 war Petrel Mitglied der Hamburger-Szene-Band Rentnerband und wirkte auf dem Album ...alles klar (Aufnahmezeit Juni bis August 1974) mit. Mit dieser Gruppe hatte er den Hit Hamburger Deern, eine deutsche Coverversion des Liedes Liverpool Lou von The Scaffold. Es war ab dem 2. Dezember 1974 für 16 Wochen in den deutschen Charts. Ferner erhielt das Lied den Preis Goldene Europa. Im Jahr 2004 nahm Petrel Hamburger Deern mit der Gruppe De Räuber neu auf.
Ende 1974 setzte Petrel seine Karriere als Solo-Interpret bei Hansa Records fort und hatte am 30. November 1974 einen Auftritt in der Aktuellen Schaubude mit Ich wär gern dein treuer Diener.
Die Rentnerband, ursprünglich nur als Gag gegründet worden, hatten mit Petrel Anfang 1975 ihren ersten Auftritt, tourten daraufhin und veröffentlichten 1975 das Album Revue.
Als Solo-Interpret konnte er Erfolge mit Liedern wie Ich bin viel zu bescheiden und Ich fahr so gerne Rad erzielen. Seither ist er auf dem Gebiet des Schlagers populär.
Mit Ich bin viel zu bescheiden und Ein Mann wie ein Baum bekam Petrel auch zwei eigene Fernsehshows, die das ZDF produzierte. 1979 entstand mit Barry Sarluis das Album Jazz und Ähnliches. 1981 erhielt er den Deutschen Schallplattenpreis für die Dixielandplatte Happy Music Every Day mit der Sir Gusche Band. Seit Ende der 1980er Jahre trat er mit der Band The Swinging Petrels auf, die den Genres Traditional Jazz, Swing und Soul zuzuordnen ist. Ferner spielte Petrel auch mit Bands wie Old Merry Tale Jazzband und dem Gypsy Swingtett von Lulu Reinhardt zusammen. Der Jazz brachte ihn nach Kanada und in die USA (Ehrenbürger in New Orleans seit 2000 mit Peter Wicherts New Orleans Connection), in die Niederlande, nach Schweden, in die Schweiz und nach Singapur und Hongkong.
1990 war Peter Petrel mit dem von Bianca komponierten Titel Fährmann, hol über bei der Vorentscheidung zum Grand Prix der Volksmusik vertreten. Einen Erfolg hatte er im gleichen Jahr beim niedersächsischen Wettbewerb Lieder, so schön wie der Norden 1990, bei dem er mit dem Lied In Hamburg ist noch Licht an den vierten Platz belegte.
Im Jahr 2004 veröffentlichte der Musikmanager Ulrich Eichblatt das Gesamtwerk von den Windows auf zwei CDs. How Do You Do? und andere Titel wurden mit der Sängerin Tina Wulf neu aufgenommen. Seitdem tritt Petrel zusammen mit Wulf wieder als Duo Windows auf. Im Herbst desselben Jahres veröffentlichte er aber auch ein Solo-Album.
Im Jahr 2021 war er Gast in der Musiksendung Schlager-Spaß mit Andy Borg.
Ab 2006 war Petrel Vizepräsident der Old Jazz Union Deutschland e. V.
Peter Petrel lebt in Koblenz-Metternich.

## Auszeichnungen
- 1968: Goldenes Mikrophon
- 1972: Goldene Europa
- 2015: Nord Award[9]

## Diskografie

### Alben
- 1977: Peter Petrel and the Dreamland Orchestra (Dreamland Orchestra feat. Peter Petrel)
- 1977: Ich bin kein Mann für eine Nacht
- 1979: Himmel, ist das ein Gefühl
- 1979: Jazz & Ähnliches (mit Berry Sarluis)
- 1981: Ich bin viel zu bescheiden
- 1981: Happy Music Every Day (mit der Sir Gusche Band)
- 1981: Die große Dixie-Sause (mit der Sir Gusche Band)
- 1981: Die große Hörzu Dixieland-Party (mit der Sir Gusche Band)
- 1983: Peter Petrel
- 1993: Ein Herz und eine Stimme
- 1994: Dixieland Express
- 1994: Die großen Erfolge
- 1995: Mit Peter Petrel im Stimmungskarussel
- 1997: Dreamland Orchestra Meets Peter Petrel
- 1997: Ich fahr’ so gerne Rad
- 1997: Helden von Gestern
- 1998: Rauchzart
- 1999: I’m in the Mood… Crossover Jazz (mit The Swinging Petrels)
- 2000: Schlagerparty mit Peter Petrel
- 2002: Deep in Your Soul (mit The Swinging Petrels)
- 2002: Ich will nochmal
- 2003: Norddeutsche Nacht
- 2003: Helden von Gestern
- 2004: Das bin ich
- 2004: Ich will nochmal
- 2005: Hamburger Deern
- 2005: Best of Peter Petrel
- 2007: Kurort St. Pauli
- 2007: Es geht wieder aufwärts – Große Erfolge
- 2010: Jazz We Can (Peter Petrel & Good Old Friends)

### Singles
- 1969: Viel zu spät (als Peter Sauer)
- 1970: In mein Herz fällt der Regen (als Peter Sauer)
- 1970: Kinder des Lichts
- 1971: Es liegt nur an dir
- 1974: Come On, Wake Up
- 1974: Ich wär gern dein treuer Diener
- 1974: Let Me Be Your Entertainer
- 1975: Ich bin kein Mann für eine Nacht
- 1975: Acker du
- 1976: Wer gibt noch einen aus
- 1976: Das ist doch gar nicht unser Bier
- 1976: Alle sind so fleißig – ich nicht
- 1977: Was will der fremde Mann in meinem Bett?
- 1977: Ich mag dich nicht
- 1978: Davon verstehst du was
- 1978: Wer hat hier denn wohl wen verführt
- 1978: Ich fahr’ so gerne Rad
- 1979: Davon verstehst du was (Bam Bam)
- 1979: Heut’ nacht hab’ ich Whisky
- 1979: Kalle mit der Kelle
- 1980: Ich bin viel zu bescheiden
- 1981: Wenn Hugo nicht gesungen hätte
- 1981: Ich bin wieder mal auf ’nem ganz falschen Dampfer
- 1982: Liebe ist…
- 1983: Na-Na-Natascha
- 1984: Warum ziehst du nicht einfach zu mir
- 1985: Zuckerwatte
- 1985: Sofabein
- 1986: On the Bahamas
- 1988: Ein Mann wie ein Baum
- 1990: Fährmann, hol’ über
- 1990: In Hamburg ist noch Licht an
- 1992: Heute kaufen wir ein Brauhaus
- 1994: Steig wieder auf (als Teil von Alle für Alle)
- 1997: So ein Gefühl
- 1997: Es ist der Wind aus Nord-Nord-West (Nordnordwest)
- 1998: Maria Caloria
- 1998: Wie uns’re Sterne steh’n
- 1999: Geh’ an Bord
- 2000: Wir ziehen in ein neues Jahrtausend (mit Ingrid Peters, Florence Mottier und Michel Suly)
- 2001: 60 Jahre und ein bisschen heiser – Der Hitmix 2000
- 2002: Ich will nochmal
- 2002: Ja ist denn heut’ schon Weihnachten (mit Tina Wulf)
- 2003: Sommerwein (mit Tina Wulf)
- 2003: Die weihnachtliche Fracht
- 2004: Shine Your Light (mit & The Swinging Petrels)
- 2004: Lilly the Pink
- 2004: Eine Stadt spielt Karl May (Der Song)
- 2005: Weihnachten der Tiere
- 2006: Ich fahr’ so gerne Rad
- 2006: True Love (mit Tina Wulf)